# C-VM i håndbold 1986 (mænd)
C-Verdensmesterskabet i håndbold for mænd 1986 var det sjette C-VM i håndbold for mænd, og turneringen med deltagelse af elleve hold afvikledes i Portugal i perioden 6. – 15. februar 1986. Turneringen fungerede som de europæiske kvalifikation til B-VM 1987, og holdene spillede om én ledig plads ved B-VM.
Turneringen blev vundet af Frankrig, som i finalen besejrede Holland med 29-21, og som dermed kvalificerede sig til B-VM.

## Resultater
De elleve deltagende hold var inddelt i to grupper – en gruppe med fem hold og en gruppe med seks hold, og i hver gruppe spillede holdene en enkeltturnering alle-mod-alle. De to bedst placerede hold i hver gruppe gik videre til semifinalerne. Treerne spillede videre i kampen om 5.-pladsen, mens firerne spillede om 7.-pladsen og femmerne om 9.-pladsen.

### Indledende runde

#### Gruppe A
| Dato  | Kamp                        | Res.  | Pause | Spillested |
| ----- | --------------------------- | ----- | ----- | ---------- |
| 6.2.  | Frankrig – Storbritannien   | 39–16 | 17-60 |            |
| 6.2.  | Portugal – Luxembourg       | 22–16 | 11-70 |            |
| 7.2.  | Østrig – Storbritannien     | 26–13 | 11-60 | Lisboa     |
| 7.2.  | Frankrig – Portugal         | 21–17 | 9-7   | Lisboa     |
| 9.2.  | Portugal – Storbritannien   | 40–11 | 23-50 | Leiria     |
| 9.2.  | Østrig – Luxembourg         | 28–15 | 13-10 | Leiria     |
| 10.2. | Østrig – Portugal           | 18–18 | 10-70 | Lisboa     |
| 10.2. | Frankrig – Portugal         | 26–14 | 13-80 | Lisboa     |
| 12.2. | Luxembourg – Storbritannien | 19–16 | 9-7   | Lisboa     |
| 12.2. | Frankrig – Østrig           | 23–20 | 09-11 | Lisboa     |

| Gruppe         | Kampe | Mål     | Point |
| -------------- | ----- | ------- | ----- |
| Frankrig       | 4     | 109-670 | 8     |
| Østrig         | 4     | 92-69   | 5     |
| Portugal       | 4     | 97-66   | 5     |
| Luxembourg     | 4     | 64-92   | 2     |
| Storbritannien | 4     | 056-124 | 0     |

#### Gruppe B
| Dato  | Kamp                  | Res.  | Pause | Spillested |
| ----- | --------------------- | ----- | ----- | ---------- |
| 6.2.  | Holland – Belgien     | 27–18 | 13-80 |            |
| 6.2.  | Israel – Grækenland   | 21–10 | 8-4   |            |
| 6.2.  | Tyrkiet – Færøerne    | 24–23 | 11-10 |            |
| 7.2.  | Tyrkiet – Grækenland  | 24–23 | 10-12 |            |
| 7.2.  | Israel – Belgien      | 24–15 | 12-90 |            |
| 7.2.  | Holland – Færøerne    | 35–13 | 18-70 |            |
| 9.2.  | Belgien – Færøerne    | 17–11 | 11-90 |            |
| 9.2.  | Israel – Tyrkiet      | 22–22 | 10-13 |            |
| 9.2.  | Holland – Grækenland  | 30–10 | 11-30 |            |
| 10.2. | Belgien – Grækenland  | 24–12 | 14-90 |            |
| 10.2. | Israel – Færøerne     | 39–20 | 19-11 |            |
| 10.2. | Holland – Tyrkiet     | 24–19 | 14-90 |            |
| 12.2. | Grækenland – Færøerne | 26–24 | 13-90 |            |
| 12.2. | Belgien – Tyrkiet     | 18–14 | 10-80 |            |
| 12.2. | Holland – Israel      | 20–18 | 11-70 |            |

| Gruppe     | Kampe | Mål     | Point |
| ---------- | ----- | ------- | ----- |
| Holland    | 5     | 136-780 | 10    |
| Israel     | 5     | 124-870 | 7     |
| Belgien    | 5     | 92-88   | 6     |
| Tyrkiet    | 5     | 103-110 | 5     |
| Grækenland | 5     | 081-123 | 2     |
| Færøerne   | 5     | 091-141 | 0     |

### Placerings- og finalekampe
| Dato               | Kamp                        | Res.               | Pause              | Spillested         |
| Kamp om 9.-pladsen | Kamp om 9.-pladsen          | Kamp om 9.-pladsen | Kamp om 9.-pladsen | Kamp om 9.-pladsen |
| ------------------ | --------------------------- | ------------------ | ------------------ | ------------------ |
|                    | Grækenland – Storbritannien | 23–19              | 14-10              | Lisboa             |
| Kamp om 7.-pladsen |                             |                    |                    |                    |
|                    | Tyrkiet – Luxembourg        | 21–18              | 10-70              | Lisboa             |
| Kamp om 5.-pladsen |                             |                    |                    |                    |
|                    | Portugal – Belgien          | 27–19              | 15-10              | Lisboa             |
| Semifinaler        |                             |                    |                    |                    |
| 13.2.              | Frankrig – Israel           | 27–17              | 14-60              | Lisboa             |
| 13.2.              | Holland – Østrig            | 22–17              | 9-8                | Lisboa             |
| Bronzekamp         |                             |                    |                    |                    |
| 15.2.              | Israel – Østrig             | 25–21              | 13-11              | Lisboa             |
| Finale             |                             |                    |                    |                    |
| 15.2.              | Frankrig – Holland          | 29–21              | 13-60              | Lisboa             |

### Samlet rangering
| Samlet rangering | Samlet rangering |
| ---------------- | ---------------- |
| 1.               | Frankrig         |
| 2.               | Holland          |
| 3.               | Israel           |
| 4.               | Østrig           |
| 5.               | Portugal         |
| 6.               | Belgien          |
| 7.               | Tyrkiet          |
| 8.               | Luxembourg       |
| 9.               | Grækenland       |
| 10.              | Storbritannien   |
| 11.              | Færøerne         |